# Biserica Sfinții Apostoli Petru și Pavel din Gornovița
Biserica Sfinții Apostoli Petru și Pavel este un edificiu construit în Satul Gornovița din Comuna Balta Județul Mehedinți
Mai este cunoscută și sub denumirea dată de locuitorii zonei de Catedrala Munților.